# Arroyo de la Encomienda
Arroyo de la Encomienda ist eine Ortschaft in der autonomen Gemeinschaft Kastilien und León in Spanien. Sie gehört der Provinz Valladolid an. 2024 hatte die Gemeinde 22.268 Einwohner.

## Geschichte
Die Ortschaft wurde 1206 erstmals erwähnt. Innerhalb der Zeitspanne von 12 Jahren erhöhte sich die Einwohnerzahl von Arroyo de la Encomienda seit 2001 um über 12.000 Personen. Mit mittlerweile über 18.000 Einwohnern ist der Ort einer der größten Vororte von Valladolid.

## Geografie
Arroyo de la Encomienda liegt ca. 6 km südwestlich von Valladolid.
| Ciguñuela (8 km) | Zaratán (8 km)                              | Zaratán (8 km)    |
| Simancas (5 km)  | Kompassrose, die auf Nachbargemeinden zeigt | Valladolid (6 km) |
| Simancas (5 km)  | Simancas (5 km)                             | Valladolid (6 km) |

### Klima
Das Klima in Arroyo de la Encomienda ist ganzjährig mild bis warm. In den Sommermonaten liegen die durchschnittlichen Höchsttemperaturen zwischen 25 °C und 30 °C, im Winter können die Temperaturen auf unter 0 °C sinken.

## Kultur
Arroyo de la Encomienda enthält mit der Biblioteca Municipal und der Iglesia de San Juan Evangelista Ante Portam Latinam bedeutende Kulturstätten der Region.